# マット・トゥイアソソーポ
マシュー・P・トゥイアソソーポ（Matthew P. Tuiasosopo, 1986年5月10日 - ）は、アメリカ合衆国・ワシントン州ベルビュー出身の元プロ野球選手（ユーティリティープレイヤー）。右投右打。
サモア系アメリカ人である。長い苗字のため、縮めて「トゥイ」と呼ばれることがある。

## 経歴

### プロ入りとマリナーズ時代
2004年のMLBドラフト3巡目（全体93位）でシアトル・マリナーズから指名され、プロ入り。
2008年9月5日のニューヨーク・ヤンキース戦で7番・三塁手で先発出場してメジャーデビューを果たし、2打席目にアンディ・ペティットからメジャー初安打となる二塁打を放った。
2010年はメジャーで50試合に出場し、打率.173・4本塁打・11打点・OPS.541の成績を残した。
2011年9月1日に自由契約となった。

### メッツ傘下時代
2012年1月27日にニューヨーク・メッツとマイナー契約を結ぶ。11月3日にFAとなった。

### タイガース時代
2012年12月6日にデトロイト・タイガースとマイナー契約を結んだ。
2013年はスプリングトレーニング中のオープン戦で打率.327・4本塁打と活躍し、3月26日に3年振りのメジャー昇格を果たした。この年は81試合に出場した。

### ブルージェイズ傘下時代
2013年11月1日、ウェーバーを経てアリゾナ・ダイヤモンドバックスへ移籍。
2014年3月3日にダイヤモンドバックスと1年契約に合意したが、3月20日にウェーバーでトロント・ブルージェイズへ移籍した。3月28日に40人枠を外れ、AAA級バッファロー・バイソンズへ降格した。

### ホワイトソックス傘下時代
2014年6月12日に金銭トレードで、シカゴ・ホワイトソックスへ移籍した。12月17日にボルチモア・オリオールズとマイナー契約を結んだ。
2015年3月31日にオリオールズを自由契約となり、4月3日にホワイトソックスとマイナー契約を結んだ。11月6日にFAとなった。

### ブレーブス時代
2015年11月24日にアトランタ・ブレーブスとマイナー契約を結んだ。
2016年の開幕は傘下のAAA級グウィネット・ブレーブスで迎え、5月3日にメジャー契約を結んで25人枠入りした。5月9日にDFAとなり、12日に40人枠を外れる形でAAA級グウィネットへ配属された。
2017年2月25日にブレーブスとマイナー契約で再契約。シーズン終了後にFAとなった。

### 独立リーグ時代
2018年5月21日に独立リーグ・アトランティックリーグのニューブリテン・ビーズと契約。

### 現役引退後
2019年よりアトランタ・ブレーブス傘下A級のローム・ブレーブスの監督に就任した。
2021年よりアトランタ・ブレーブス傘下AAA級のグウィネット・ストライパーズの監督に就任し、2023年まで3シーズン務めた。
2024年よりアトランタ・ブレーブスの三塁コーチに就任した。

## 人物
父は1979年にシアトル・シーホークスからドラフト1巡目指名され、49ers時代にスーパーボウルを制覇した元NFL選手マヌ・トゥイアソソーポ。2人の兄マーカス・トゥイアソソーポとザック・トゥイアソソーポもNFL選手である。
マットも高校時代にアメフトの経験があったが、野球を選択した。

## 詳細情報

### 年度別打撃成績
| 年 度     | 球 団     | 試 合 | 打 席 | 打 数 | 得 点 | 安 打 | 二 塁 打 | 三 塁 打 | 本 塁 打 | 塁 打 | 打 点 | 盗 塁 | 盗 塁 死 | 犠 打 | 犠 飛 | 四 球 | 敬 遠 | 死 球 | 三 振 | 併 殺 打 | 打 率 | 出 塁 率 | 長 打 率 | O P S |
| --------- | --------- | ----- | ----- | ----- | ----- | ----- | -------- | -------- | -------- | ----- | ----- | ----- | -------- | ----- | ----- | ----- | ----- | ----- | ----- | -------- | ----- | -------- | -------- | ----- |
| 2008      | SEA       | 14    | 47    | 44    | 1     | 7     | 2        | 1        | 0        | 11    | 2     | 0     | 0        | 0     | 0     | 2     | 0     | 1     | 16    | 0        | .159  | .213     | .250     | .463  |
| 2009      | SEA       | 7     | 25    | 22    | 2     | 5     | 1        | 0        | 1        | 9     | 2     | 0     | 0        | 0     | 1     | 2     | 0     | 0     | 5     | 0        | .227  | .280     | .409     | .689  |
| 2010      | SEA       | 50    | 138   | 127   | 12    | 22    | 5        | 0        | 4        | 39    | 11    | 0     | 0        | 1     | 0     | 9     | 0     | 1     | 49    | 3        | .173  | .234     | .307     | .541  |
| 2013      | DET       | 81    | 191   | 164   | 26    | 40    | 7        | 0        | 7        | 68    | 30    | 0     | 0        | 0     | 0     | 25    | 0     | 2     | 57    | 3        | .244  | .351     | .415     | .765  |
| 2016      | ATL       | 3     | 3     | 3     | 0     | 0     | 0        | 0        | 0        | 0     | 0     | 0     | 0        | 0     | 0     | 0     | 0     | 0     | 1     | 0        | .000  | .000     | .000     | .000  |
| 通算：5年 | 通算：5年 | 155   | 404   | 360   | 41    | 74    | 15       | 1        | 12       | 127   | 45    | 0     | 0        | 1     | 1     | 38    | 0     | 4     | 128   | 6        | .206  | .288     | .353     | .641  |

### 背番号
- 27 (2008年 - 2010年)
- 18 (2013年)
- 30 (2016年)